# Qinghai TV Cycling Team/Saison 2016
Dieser Artikel listet Erfolge und Fahrer des Radsportteams Qinghai TV in der Saison 2016 auf.

## Abgänge – Zugänge
| Zugänge                        | Team 2015                          | Abgänge            | Team 2016                            |
| ------------------------------ | ---------------------------------- | ------------------ | ------------------------------------ |
| Alex Surutkovich (ab 1. Juli)  | Synergy Baku Cycling Project       | Juan Pablo Wilches | China Continental Team of Gansu Bank |
| Alberto Fernandez (ab 5. Juli) |                                    | Norberto Wilches   | China Continental Team of Gansu Bank |
| Jayson Valade (ab 5. Juli)     |                                    | Wu Peilun          | Unbekannt                            |
| Li Jin Song                    | China Yindongi-Wildto Cycling Team | Edgar Nohales      | 7 Eleven-Sava RBP                    |
| Wang Ming Dong                 |                                    | Wu Yong Jian       | Jilun Shakeland Cycling Team         |
| Wang Fuan                      |                                    |                    |                                      |
| Zhang Yu                       |                                    |                    |                                      |
| Li Zisen                       |                                    |                    |                                      |
| Bruno Guezet (ab 5. Juli)      |                                    |                    |                                      |
| Li Zhangyu                     |                                    |                    |                                      |

## Mannschaft
| Name              | Geburtstag        | Nationalität        |
| ----------------- | ----------------- | ------------------- |
| Dong Xiaoyong     | 26. Oktober 1988  | Volksrepublik China |
| Alberto Fernandez | 15. November 1981 | Spanien             |
| Bruno Guezet      | ???               | Frankreich          |
| Li Zisen          | 26. Oktober 1997  | Volksrepublik China |
| Li Zhangyu        | 12. August 1988   | Volksrepublik China |
| Li Jin Song       | 26. April 1997    | Volksrepublik China |
| Alex Surutkovich  | 8. Januar 1984    | Ukraine             |
| Jayson Valade     | 28. Februar 1991  | Frankreich          |
| Wang Ming Dong    | 15. Mai 1997      | Volksrepublik China |
| Wang Fuan         | 7. Oktober 1997   | Volksrepublik China |
| Wang Jiancai      | 5. Dezember 1994  | Volksrepublik China |
| Wu Shengjun       | 18. Juni 1987     | Volksrepublik China |
| Zhang Yu          | 25. Juni 1997     | Volksrepublik China |
| Zhang Jinde       | 13. Oktober 1993  | Volksrepublik China |
| Zhang Zhishan     | 3. Juli 1994      | Volksrepublik China |